# Dorjsürengiin Sumiyaa
Dorjsürengiin Sumiyaa (n. 11 martie 1991, Baruunturuun⁠(d), Uws-Aimag, Mongolia) este o sportivă ce a reprezentat Mongolia, medaliată olimpică. A participat la 3 ediții ale Jocurilor Olimpice (2012, 2016, 2020) în care a câștigat o medalie de argint.